# 洞町
洞町（ほらちょう）は、愛知県岡崎市大平地区の町名。丁番を持たない単独町名であり、35の小字が設置されている。

## 地理
岡崎市の地理的中央からやや西にずれた所に位置する。町域内に小字が配されているが丁番は振られていない。

### 河川
- 更沙川

### 湖沼
- 広見池
- 大捨場池
- 新池
- 薬師池
- 七ツ池1号
- 七ツ池2号
- 七ツ池3号
- 長沼池
- 新池

### 小字
- 字池ノ入（いけのいり）
- 字大久後（おおくご）
- 字大河内（おおこうち）
- 字大洞（おおぼら）
- 字鎌峠（かまとげ）
- 字上荒田（かみあらた）
- 字清シ木（きよしぎ）
- 字五位原（ごいはら）
- 字権現（ごんげん）
- 字下荒田（しもあらた）
- 字下河原（しもがわら）
- 字白羽根（しらばね）
- 字新池（しんいけ）
- 字菅沼（すがぬま）
- 字田面（たおも）
- 字鷹野（たかの）
- 字塚廻り（つかまわり）
- 字寺前（てらまえ）
- 字長沼（ながぬま）
- 字七ツ池（ななついけ）
- 字西浦（にしうら）
- 字西奥洞（にしおくぼら）
- 字西五位原（にしごいはら）
- 字西丸根（にしまるね）
- 字八王子（はちおうじ）
- 字東奥洞（ひがしおくぼら）
- 字東前田（ひがしまえだ）
- 字東丸根（ひがしまるね）
- 字細田（ほそだ）
- 字本郷（ほんごう）
- 字的場（まとば）
- 字宮ノ腰（みやのこし）
- 字向山（むかいやま）
- 字山ノ田（やまのた）
- 字山狭（やまばさみ）

## 世帯数と人口
2019年（令和元年）5月1日現在の世帯数と人口は以下の通りである。
| 町丁 | 世帯数    | 人口    |
| ---- | --------- | ------- |
| 洞町 | 1,331世帯 | 2,774人 |

### 人口の変遷
国勢調査による人口の推移
| 1995年（平成7年）  | 2,871人 | [ 5 ] |  |
| 2000年（平成12年） | 3,026人 | [ 6 ] |  |
| 2005年（平成17年） | 3,241人 | [ 7 ] |  |
| 2010年（平成22年） | 3,246人 | [ 8 ] |  |
| 2015年（平成27年） | 3,212人 | [ 9 ] |  |

## 小・中学校の学区
市立小・中学校に通う場合、学区は以下の通りとなる。
| 番・番地等 | 小学校             | 中学校             | 高等学校 |
| ---------- | ------------------ | ------------------ | -------- |
| 全域       | 岡崎市立男川小学校 | 岡崎市立美川中学校 | 三河学区 |

## 歴史
額田郡洞村を前身とする。

### 沿革
- 1889年（明治22年）10月1日 - 町村制施行。大平村・丸山村・高隆寺村・小美村・欠村と合併し、男川村大字洞となる[11]。
- 1928年（昭和3年）9月1日 - 岡崎市へ編入し、同市洞町となる[12]。

### 史跡
- 向山第1号墳
- 向山第2号墳
- 向山第3号墳
- 向山第4号墳
- 向山第5号墳
- 向山第6号墳
- 宮ノ腰第1号墳
- 宮ノ腰第2号墳
- 白羽根第1号墳
- 白羽根第2号墳
- 白羽根第3号墳
- 白羽根第4号墳
- 白羽根遺跡
- 田面遺跡
- 細田遺跡
- 銅鐸出土地

## 交通
- 東名高速道路
  - 岡崎ICのランプ橋の一部・岡崎バスストップ
- 都市計画道路伝馬町線[13]

## 施設
- 洞町公民館
- 岡崎女子短期大学付属第二早蕨幼稚園
- 岡崎東病院
- 社会福祉法人米山寮
- 八柱神社
- ピアゴ 洞店
- TSUTAYA 岡崎インター店
- スーパースポーツゼビオ 岡崎インター店

## ギャラリー
- 岡崎女子短期大学付属第二早蕨幼稚園
- TSUTAYA 岡崎インター店
- スーパースポーツゼビオ 岡崎インター店
- ピアゴ 洞店
- 国治天文台（2005年（平成17年）頃に閉鎖）[注 1]

## その他

### 日本郵便
- 郵便番号 : 444-0008[3]（集配局：岡崎郵便局[20]）。